# 지쿠사역
지쿠사역(천종역, 千種駅, ちくさえき)은 일본 아이치현 나고야시 지쿠사구와 히가시구에 있는 역이다. 도카이 여객철도이 관할하는 주오 본선과 나고야 시 교통국이 관할하는 지하철 히가시야마 선이 지난다.

## 이용 가능 철도 노선
- 도카이 여객 철도
  - 주오 본선
- 나고야 시영 지하철
  - 히가시야마 선 (H12)

## 타는 곳
섬식 승강장 1면 2선 고가역이다.
| 1 | ■ 주오 본선 | 고조지・다지미・나카쓰가와 방면 |
| 2 | ■ 주오 본선 | 가나야마・나고야 방면           |

## 역사
- 1900년 7월 25일: 국유철도 나고야 ~ 다지미 역간 개통.
- 1909년 10월 12일: 선로 명칭 제정. 주오니시 선의 소속이 됨.
- 1911년 5월 1일: 선로 명칭 개정. 당역의 주오니시 선이 주오 본선으로 편입됨.
- 1918년 9월 10일: 아쓰타 역에 도카이도 본선 화물지선 개업. 다만 실제로는 외제신호장에서 분기하고 있었다.
- 1930년 4월 1일: 지쿠사 역에 도카이도 본선 화물지선 폐지.
- 1961년 9월 1일: 현재 위치로 이전.
- 1962년
  - 9월 21일: 오조네 ~ 당역간 복선화.
  - 9월 27일: 당역 ~ 가나야마간 복선화.
- 1964년 4월 1일: 화물・전용선 발착을 제외한 화물의 취급을 폐지.
- 1986년 5월 20일: 차급화물의 취급 중지.
- 1987년 4월 1일: 국유철도민영화, 도카이 여객철도 역이 됨.
- 2006년 11월 25일: TOICA가 도입됨.

## 인접 역
| 도카이 여객철도 ■ 주오 본선 | 도카이 여객철도 ■ 주오 본선 | 도카이 여객철도 ■ 주오 본선 |
| --------------------------- | --------------------------- | --------------------------- |
| 고조지 시오지리 방면        | ■ 센트럴 라이너             | 가나야마 나고야 방면        |

| 도카이 여객철도 ■ 주오 본선 | 도카이 여객철도 ■ 주오 본선 | 도카이 여객철도 ■ 주오 본선 |
| --------------------------- | --------------------------- | --------------------------- |
| 오조네 시오지리 방면        | ■ 홈라이너                  | 가나야마 나고야 방면        |

| 도카이 여객철도 ■ 주오 본선 | 도카이 여객철도 ■ 주오 본선 | 도카이 여객철도 ■ 주오 본선 |
| --------------------------- | --------------------------- | --------------------------- |
| 오조네 시오지리 방면        | ■ 쾌속,보통                 | 쓰루마이 나고야 방면        |

## 타는 곳
상대식 승강장 2면 2선 지하역이다.
| 1 | ■ 히가시야마 선 | 히가시야마 공원·후지가오카 방면 |
| 2 | ■ 히가시야마 선 | 사카에·나고야·다카바타 방면     |

## 역사
- 1960년 6월 15일: 영업 개시.

## 인접역
| 나고야 시 교통국 지하철 1호선 히가시야마 선 | 나고야 시 교통국 지하철 1호선 히가시야마 선 | 나고야 시 교통국 지하철 1호선 히가시야마 선 |
| ------------------------------------------- | ------------------------------------------- | ------------------------------------------- |
| H11 신사카에마치 다카바타 방면              | ■ 히가시야마 선                             | H13 이마이케 후지가오카 방면                |

## 역 주변
- JR도카이 사원 연구 센터
- 아이치 대학 구루마미치 캠퍼스
- 구루마미치 역
- 나고야 구루마미치 우체국

## 사진

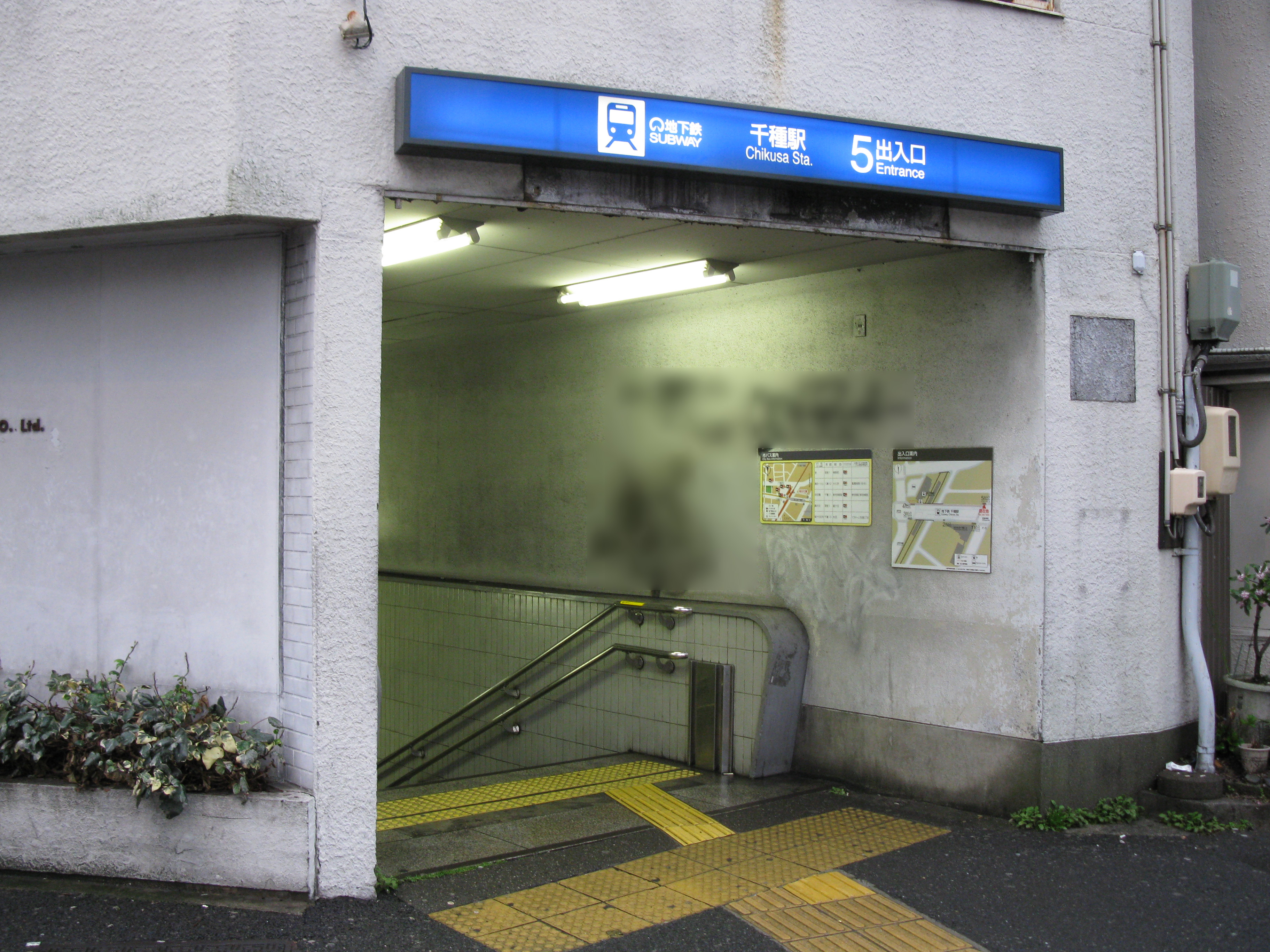
5번 출입구